# 한림대학교 동탄성심병원
한림대학교 동탄성심병원(翰林大學校東灘聖心病院)은 2012년 10월 29일 개원 하였으며 지상14층 지하3층 800병상 규모의 대한민국의 의료시설이다. 경기도 화성시 큰재봉길 7 (석우동 40번지, 동탄1동) 동탄신도시에 위치하고 있다.

## 연혁
- 2012년 6월 26일 한림대학교동탄성심병원 공식 병원 명칭 선포
- 2012년 10월 29일 진료개시
- 2014년 7월 30일 별관 준공